# گمپرین
گمپرین (به آلمانی: Gamprin) شهری در منطقه  اونترلند کشور لیختن‌اشتاین است که ۶٬۱ کیلومتر مربع مساحت دارد و جمعیت آن در سال ۲۰۰۵ میلادی ۱۴۳۶ نفر بوده‌است.